# غاري فيتزباتريك
غاري فيتزباتريك (بالإنجليزية: Gary Fitzpatrick) (5 أغسطس 1971 ببرمنغهام في المملكة المتحدة - ) هو لاعب كرة قدم بريطاني في مركز الوسط. لعب مع ليستر سيتي ونادي هدنسفورد تاون ونادي راشل أوليمبيك وتيلفورد يونايتد ونونيتون بورو ‏ ونادي موور غرين لكرة القدم ونادي تلفورد يونايتد ورجبي تاون.

## وصلات خارجية
- غاري فيتزباتريك على موقع قاعدة بيانات كرة القدم.إي يو (الإنجليزية)
- غاري فيتزباتريك على موقع Soccerbase.com (لاعب) (الإنجليزية)